# Кліц (Німеччина)
Кліц (нім. Klietz) — громада в Німеччині, розташована в землі Саксонія-Ангальт. Входить до складу району Штендаль. Складова частина об'єднання громад Ельбе-Гафель-Ланд.
Площа — 66,46 км2. Населення становить 1819 ос. (станом на 31 грудня 2021).

## Галерея

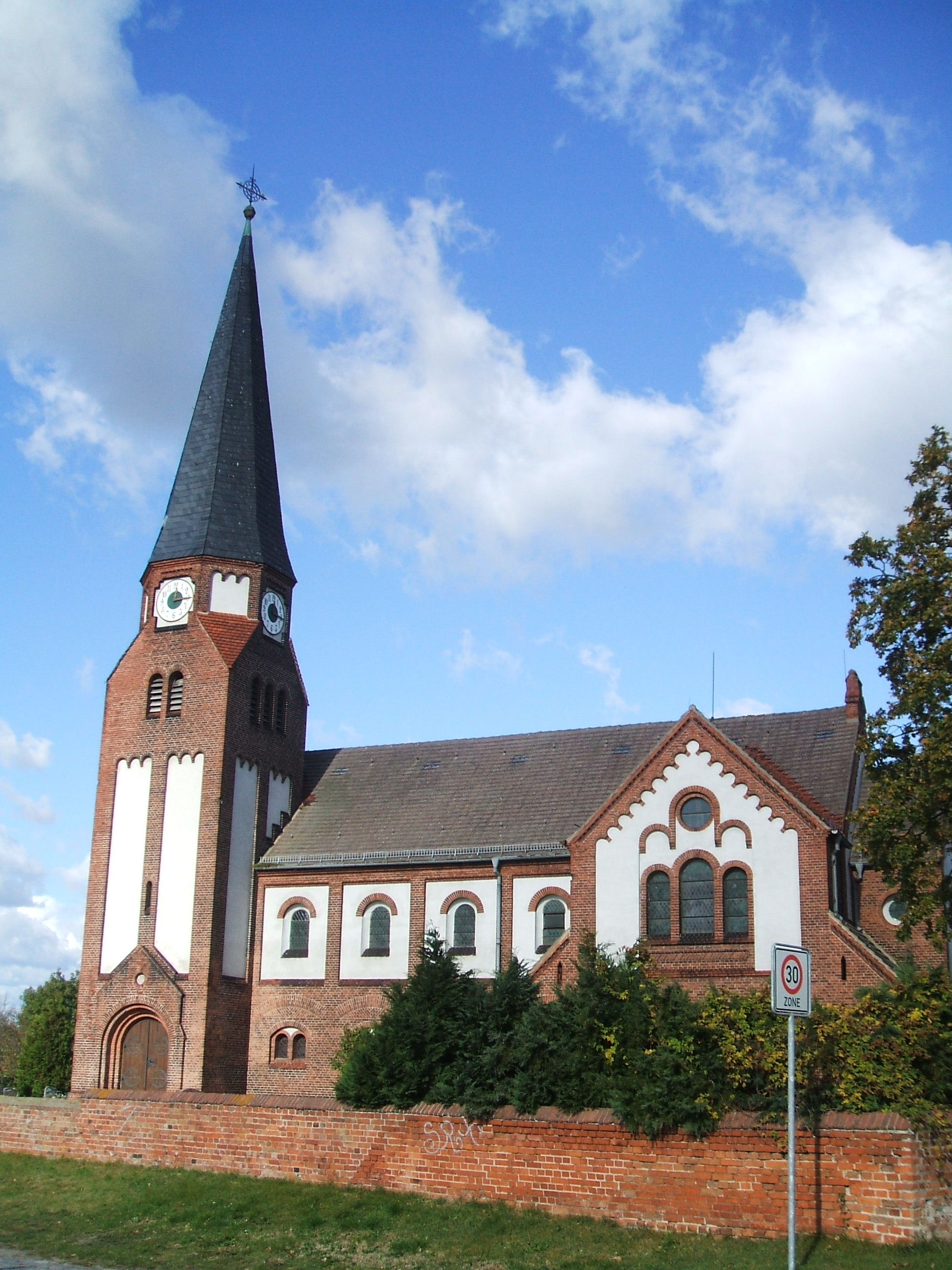
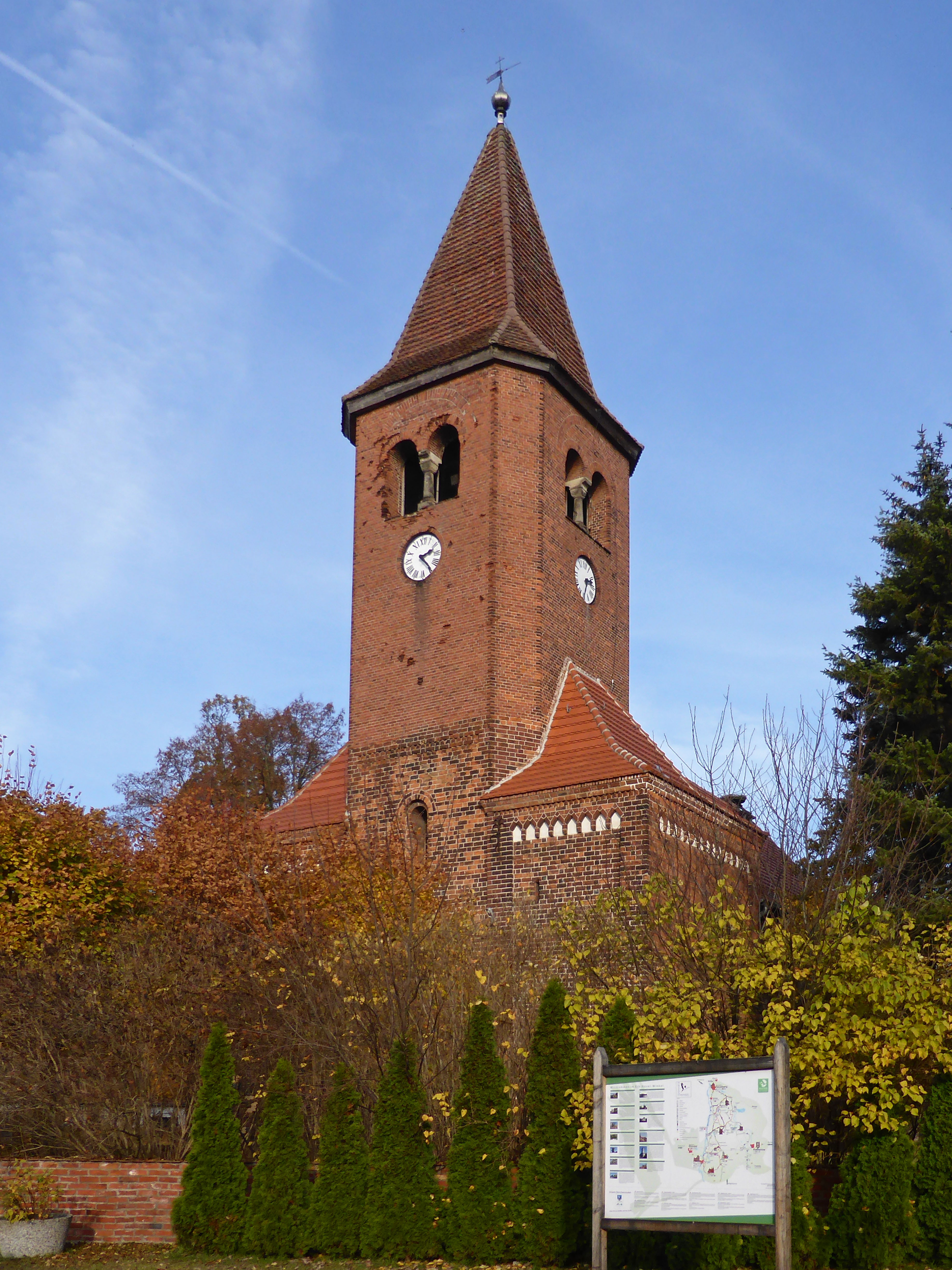
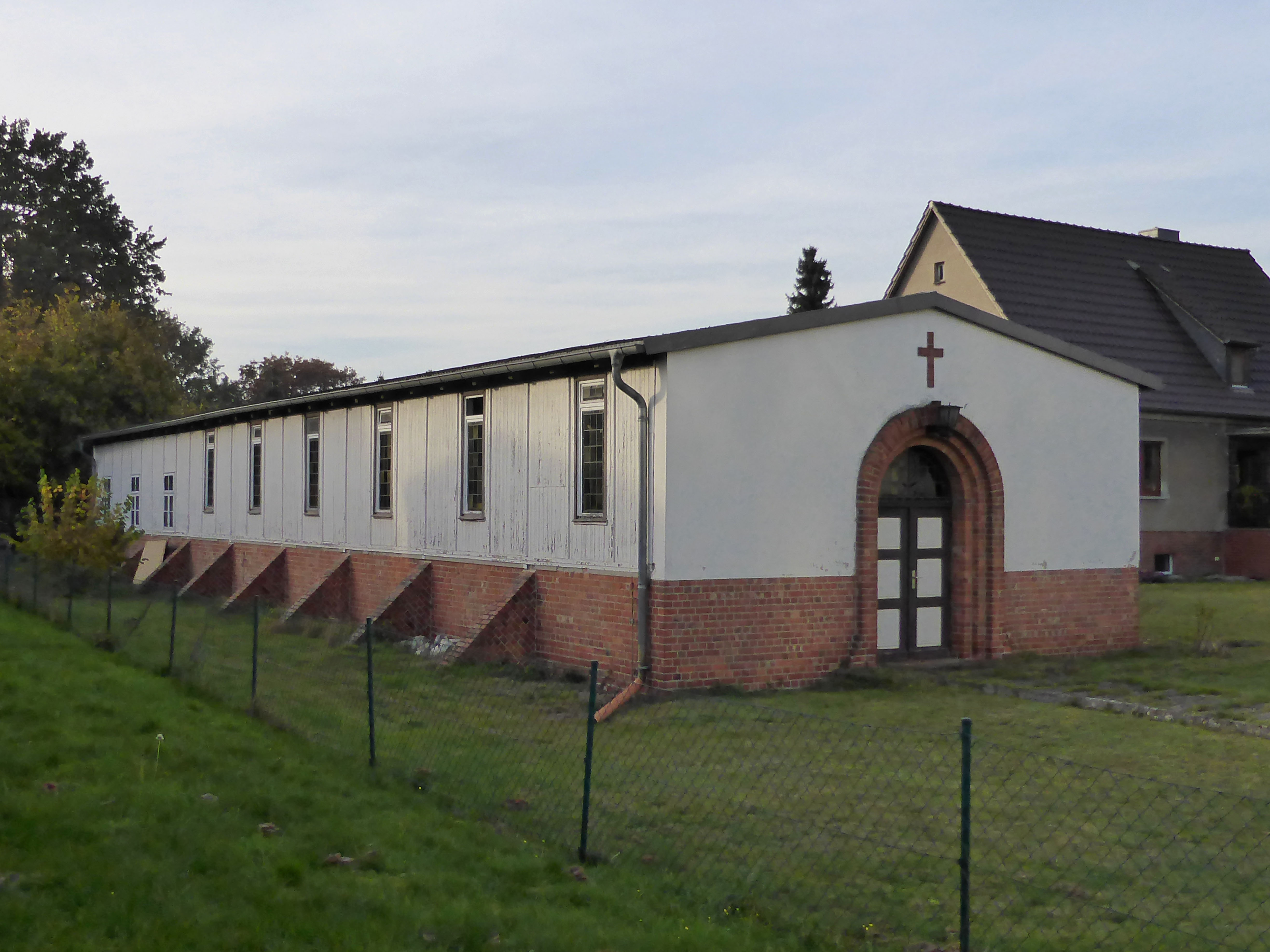